# Uttar Pradesh
Uttar Pradesh (în hindi उत्तर प्रदेश Provincia de Nord) este un stat din nordul Indiei. Având circa 200 milioane de locuitori, este cel mai populat stat din India, dar și cea mai populată entitate subnațională din lume (pentru comparație în Brazilia locuiesc circa 211 milioane). A fost creat pe 1 aprilie 1939 cu numele Provinciile Unite ale Agrei și Oudhului pe timpurile stăpânirii coloniale britanice și a fost redenumit Uttar Pradesh în 1950. Statul este împărțit în 18 diviziuni și 75 districte, capitală fiind Lucknow. Pe 9 noiembrie 2000 regiunea himalayană a statului a fost transformată într-un stat federal separat, Uttarakhand. Cele două râuri mari, Gange și Yamuna, se întâlnesc la Triveni Sangam în Prayagraj și curg mai departe cu numele Gange. Alte râuri majore sunt Gomti și Saryu. Pădurile acoperă 6,09% din suprafața statului.

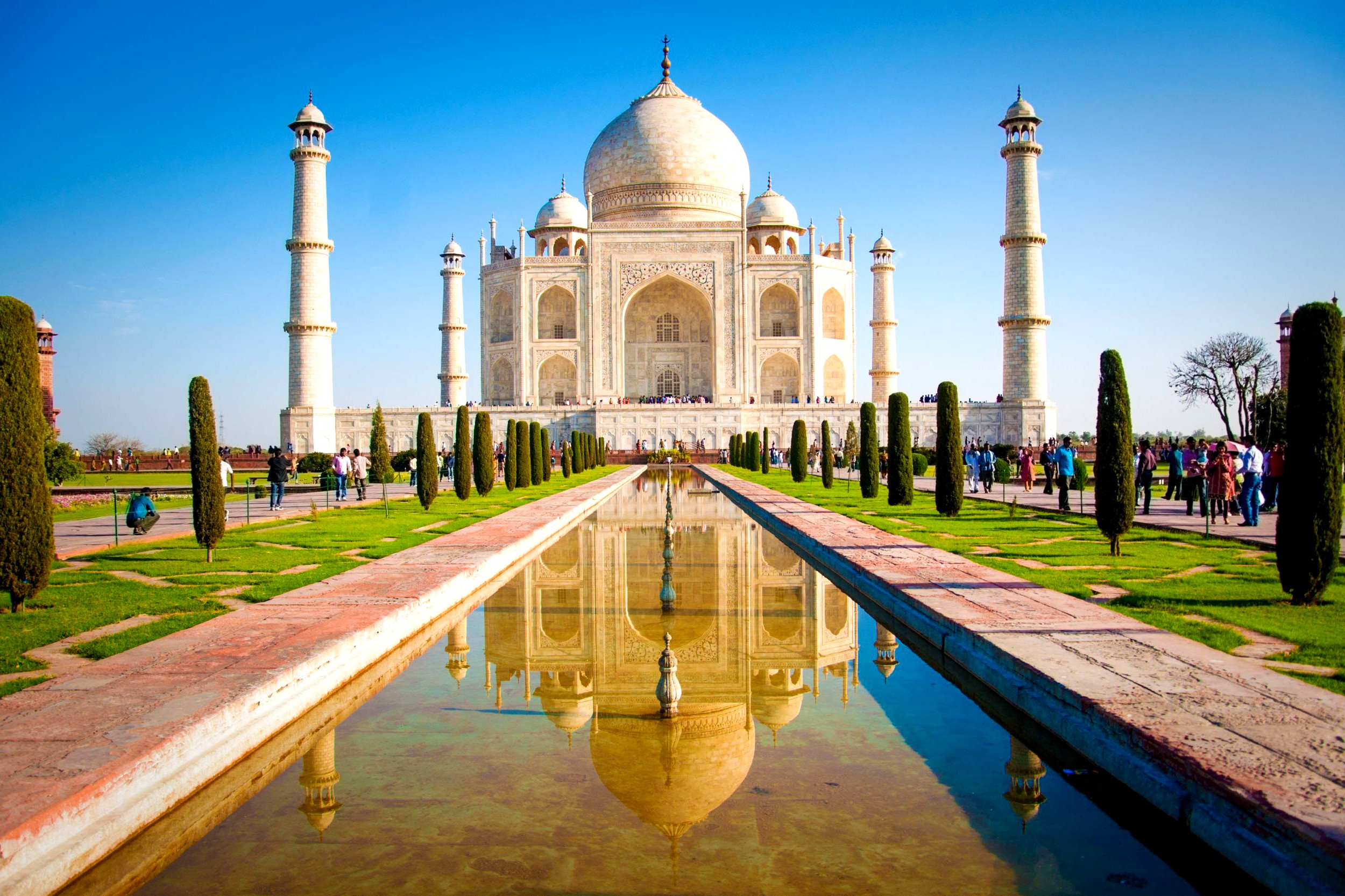
Taj-Mahal

Uttar Pradesh se învecinează cu Rajasthanul la vest, cu Haryana, Himachal Pradesh și Delhi la nord-vest, cu Uttarakhand și cu frontiera internațională cu Nepalul la nord, cu Bihar la est, cu Madhya Pradesh la sud, și cu porțiuni mici din Jharkhand și Chhattisgarh la sud-est. Este al patrule stat indian ca suprafață cu 240,928 km2 (puțin mai mare decât România). Economia din Uttar Pradesh este a cincea ca mărime din India cu un PIB de 250 miliarde dolari SUA și un PIB pe cap de locuitor de 980 dolari SUA. Deși mult timp cunoscut pentru producția de zahăr, economia statului este dominată acum de sectorul serviciilor.

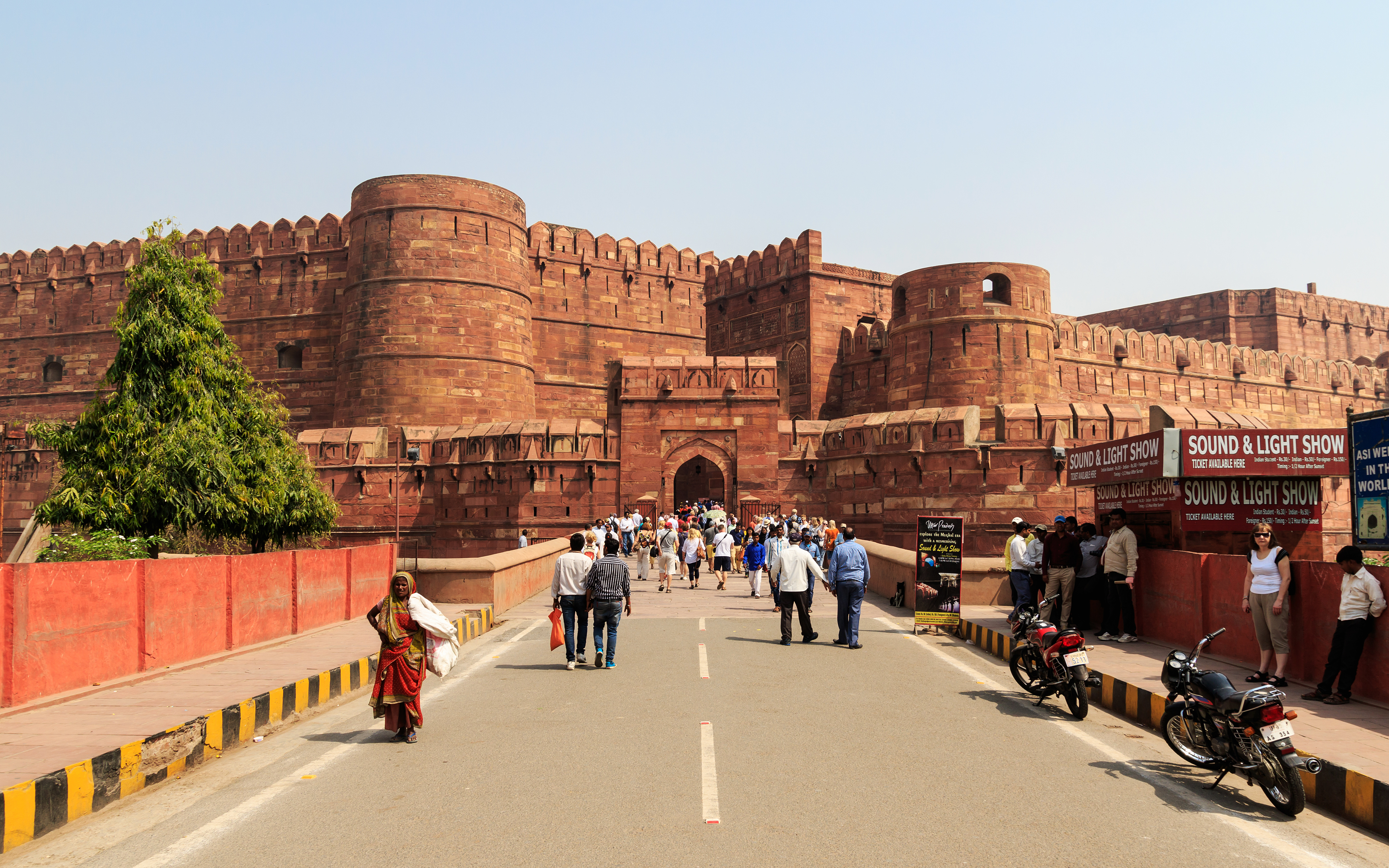
Cetatea Roșie din Agra.

Hinduismul este profesat de mai mult de trei pătrimi din populație, islamul fiind a doua religie ca număr de credincioși. Hindi este limba cea mai răspândită, dar și limba oficială a statului, împreună cu urdu. Uttar Pradesh a făcut parte din cele mai multe entități politice care au existat în India antică și medievală precum Imperiul Maurya, Imperiul Gupta, Imperiul Harsha, Sultanatul din Delhi și Imperiul Mogul ș.a. Statul găzduiește mai multe temple hinduiste renumite și centre de pelerinaj și are multe atracții turistice precum fostele capitale Fatehpur Sikri și Agra cu mausoleul Taj Mahal și reședința mogulilor Cetatea Roșie, orașele sfinte Varanasi și Kushinagar și multe altele.